# You Shook Me All Night Long
You Shook Me All Night Long – singel hardrockowej grupy muzycznej AC/DC, pochodzący z albumu studyjnego Back in Black, wydanego w 1980 roku.
Piosenka znalazła się także w kompilacji Bonfire oraz na filmie koncertowym Who Made Who. Jej tekst opowiada o kobiecie, która wstrząsała całą noc.
W 1986 wydano reedycję singla reżyserstwa Davida Malleta.

## Personel
- Brian Johnson – wokal
- Angus Young – gitara prowadząca
- Malcolm Young – gitara rytmiczna
- Cliff Williams – gitara basowa
- Phil Rudd – perkusja